# Touraco à huppe splendide
Tauraco porphyreolophus
Pour les articles homonymes, voir Splendide.
Espèce
Statut de conservation UICN

 LC  : Préoccupation mineure
Statut CITES
Le Touraco à huppe splendide (Tauraco porphyreolophus, syn. :  Gallirex porphyreolophus, Musophaga porphyreolopha) est une espèce d'oiseau de la famille des Musophagidae.
C'est l'oiseau national du Swaziland.
Son aire s'étend du Kenya et la Tanzanie au nord-ouest de l'Afrique du Sud. 